# Quy tắc Taylor

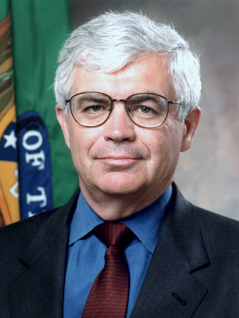
John B. Taylor

Quy tắc Taylor (tiếng Anh: Taylor rule) là quy tắc của chính sách tiền tệ, quy định ngân hàng trung ương nên thay đổi lãi suất danh nghĩa ra sao để đáp ứng các thay đổi của lạm phát, GDP hoặc các điều kiện kinh tế khác. Theo đó, quy tắc nói rằng nếu lạm phát tăng thêm 1% thì ngân hàng trung ương nên tăng lãi suất danh nghĩa thêm hơn 1%.
Quy tắc lần đầu tiên được đưa ra bởi nhà kinh tế học Mỹ John B. Taylor in 1993. 
.

## Công thức
Lãi suất danh nghĩa nên gắn với độ sai khác giữa tỷ lệ lạm phát mong muốn và tỷ lệ lạm phát thực tế, cũng như nên gắn với độ sai khác giữa GDP "tiềm năng" và GDP thực tế theo công thức sau:
{\displaystyle i_{t}=\pi _{t}+r_{t}^{*}+a_{\pi }(\pi _{t}-\pi _{t}^{*})+a_{y}(y_{t}-{\bar {y}}_{t}).}
Trong đó {\displaystyle \,i_{t}\,} là lãi suất danh nghĩa ngắn hạn mà ngân hàng trung ương sẽ hướng tới, {\displaystyle \,\pi _{t}\,} là tỷ lệ lạm phát thực tế, {\displaystyle \pi _{t}^{*}} là tỷ lệ lạm phát mà ngân hàng trung ương mong muốn, {\displaystyle r_{t}^{*}} là lãi suất thực tế cân bằng, {\displaystyle \,y_{t}\,} là logarit của GDP thực tế và {\displaystyle {\bar {y}}_{t}} là Logarit của GDP tiềm năng, được xác định bằng xu hướng tuyến tính.